# Yves Larock
Yves Cheminade, beter bekend onder zijn artiestennaam Yves Larock (Zürich, 20 april 1977) is een Zwitserse dj en muziekproducent. In de zomer van 2007 scoorde Larock een grote hit in Europa (ook in Nederland en België) met Rise Up.
Larock zat in het producerscollectief Africanism. Hierin zaten 25 DJ's, waaronder David Guetta, Bob Sinclar en Dr. Kucho!. In 2005 scoorde Larock een grote clubhit met het nummer Zookey (Lift your leg up), maar het bereikte niet de Nederlandse hitlijsten. In de zomer van 2007 bereikte hij wel de Nederlandse Top 40 met Rise up en bleef uiteindelijk hangen op plaats vijf. In de UK Singles Chart kwam het nummer tot 13.
Yves vader is van Franco-Zwitserse afkomst en zijn moeder komt uit Linz (Oostenrijk).

## Discografie

### Singles
| Single met eventuele hitnotering(en) in de Nederlandse Top 40 | Datum van verschijnen | Datum van binnenkomst | Hoogste positie | Aantal weken | Opmerkingen         |
| ------------------------------------------------------------- | --------------------- | --------------------- | --------------- | ------------ | ------------------- |
| Zookey (Lift your leg up)                                     | 2005                  | 17-09-2005            | tip15           | -            | met Roland Richards |
| Rise up                                                       | 2007                  | 04-08-2007            | 5               | 17           |                     |
| By your side                                                  | 2008                  | 17-05-2008            | 11              | 8            | met Jaba            |
| Say yeah                                                      | 2008                  | 20-12-2008            | 26              | 6            | met Jaba            |
| Listen to the voice inside                                    | 2009                  | 30-05-2009            | tip15           | -            | met Steve Edwards   |

| Single met hitnotering(en) in de Vlaamse Ultratop 50 | Datum van verschijnen | Datum van binnenkomst | Hoogste positie | Aantal weken | Opmerkingen         |
| ---------------------------------------------------- | --------------------- | --------------------- | --------------- | ------------ | ------------------- |
| Zookey (Lift your leg up)                            | 2005                  | 13-08-2005            | 21              | 10           | met Roland Richards |
| Rise up                                              | 2007                  | 15-09-2007            | 10              | 21           |                     |

### Andere Singles
- 2004 "Aiaka"
- 2004 "Zookey"
- 2005 "Red Dragon" (met Pascal Brunkow en Yasmin James)
- 2005 "Yves Larock EP"
- 2005 "Vibenight", als Yves Cheminade
- 2006 "Losing Track of Time", als JD Davis & Yves Larock (met JD Davis)
- 2006 "Energia!" (als Brazilian Kiss)
- 2006 "Something on Your Mind", als Yves Larock vs. Discokidz (met Discokidz)
- 2007 "Attack of the Firebird", als Ludovic B & Yves (met Ludovic B)
- 2008 "Zookey" (The Unreleased Remixes)